# Déclaration de Montréal pour un développement responsable de l'intelligence artificielle
Pour les articles homonymes, voir Déclaration de Montréal.
La déclaration de Montréal pour un développement responsable de l'intelligence artificielle est une initiative lancée par l'Université de Montréal dans le but de poser des principes éthiques et responsables au développement de l'intelligence artificielle.

## Historique
La déclaration est conçue par l'Université de Montréal avec le soutien de l'institut québécois de l'intelligence artificielle Mila.
Une version préliminaire de cette déclaration a été présentée pour la première fois le 3 novembre 2017 lors du Forum IA responsable qui s'est tenu au Palais des congrès de Montréal. Une consultation et un appel à coconstruction ont été lancés par la même occasion. Des dizaines de séances de travail et ateliers se sont tenus à Montréal mais également à Paris.  Le 4 décembre 2018 a été présentée publiquement la première version officielle de cette déclaration.

## Contenu et diffusion
La déclaration énonce dix principes à respecter : le bien-être, le respect de l’autonomie, la protection de l’intimité et de la vie privée, la solidarité, la participation démocratique, l’équité, l’inclusion de la diversité, la prudence, la responsabilité et le développement soutenable.
La portée de cette déclaration traduite en plusieurs langues ne se limite pas à Montréal mais à l'ensemble des parties prenantes désireuses de s'engager pour une utilisation de l'intelligence artificielle se conformant aux principes édictés. La diffusion de cette déclaration a débuté dès son adoption fin 2018, mentionnée au niveau international dans des rapports de l'OCDE ou de l'Unesco.